# Cristoforo Grimaldi Rosso
Cristoforo Grimaldi Rosso (Genova, 1480 – Genova, marzo 1563) fu il 49º doge della Repubblica di Genova.

## Biografia
Assunse il secondo cognome Grimaldi quando la sua famiglia Rosso s'iscrisse all'Albergo della famiglia genovese. Di professione medico, fu eletto il 4 gennaio del 1535 quarantanovesimo doge della Repubblica (il quarto in successione biennale). 
Nella primavera del primo anno del suo dogato dovette affrontare e gestire una rivolta di alcuni borghesi della Spezia contro la flotta spagnola, ancorata presso il porto cittadino, che si concluse con l'uccisione di alcuni membri presenti sulla nave e altre persone che avevano trovato riparo nelle vicine abitazioni. La notizia rimbalzò ben presto a Genova e con una seduta straordinaria del Senato, il doge emanò contro la popolazione spezzina il pagamento di cento scudi d'oro "per capita" con la sola esclusione delle donne, dei giovani (nella fascia d'età sotto i quindici anni) e degli anziani al di sopra dei settant'anni.
Durante il suo dogato si promulgò a sollecitare il senato genovese nel reperire fondi per le ristrutturazioni e risanamento delle antiche mura cittadine. Poco prima del termine del biennio riuscì, con una solenne cerimonia, ad assistere alla posa della "prima pietra". Nel suo mandato dovette inoltre affrontare un terremoto il 12 agosto del 1536 che produsse, in tre scosse, lievi danni nel capoluogo ligure.
Terminato il suo dogato il 4 gennaio del 1537, servì ancora lo Stato di Genova per ben ventisei anni ricoprendo, in diverse fasi, cariche istituzionali come procuratore perpetuo ed egli stesso, nel 1540, selezionatore e distributore delle personalità nelle mansioni statali. Nel 1544 il doge Andrea Centurione Pietrasanta gli propose la continuazione di stesura degli Annali della Repubblica, mansione che declinò per i molteplici impegni lavorativi. Supervisionò nel 1546 i lavori di restauro della cattedrale di San Lorenzo e l'anno successivo, assieme al doge Benedetto Gentile Pevere ed altri funzionari, assistette e studiò la nuova proposta di riforma del Maggior Consiglio della Repubblica.
All'età di sessantasette anni partecipò in prima persona, e assieme al già doge Leonardo Cattaneo Della Volta, con l'uso delle armi all'assedio del castello di Montoggio, in alta valle Scrivia, dove trovarono rifugio i Fieschi, autori della celebre congiura del 1547. Nello stesso anno e ancora nel 1548 seguì per il Senato i lavori di costruzione della nuova cattedrale di Savona che lo incaricò inoltre della consegna dei 1.500 scudi d'oro per la suddetta chiesa, oltreché la somma di risarcimento per i Domenicani savonesi. In tale anno si occupò ancora dei lavori di edificazione della darsena savonese, distrutta anni prima dai Genovesi per facilitare la sottomissione della città di ponente al potere repubblicano. Nel 1550 presenziò a Roma come ambasciatore della Repubblica nel rendere gli omaggi al neoeletto pontefice Giulio III.
In già tarda età fu nominato supremo sindacatore, carica che ricoprì dal 1556 fino all'ultimo anno della sua morte, avvenuta a Genova nel marzo del 1563. Il suo corpo trovò collocazione presso la chiesa di Santa Maria di Castello. Gli storici e gli annali lo ricorderanno ancora in questa fase per l'enorme sforzo come servitore dello Stato, nonostante l'età oramai avanzata, e che più volte avrebbe potuto portarlo a nuovi dogati.
Cristoforo Grimaldi Rosso non si sposò mai e non ebbe figli naturali, il suo unico erede fu Gerolamo Sanseverino dei Conti di Caiazzo che adottò.